# Diversidad sexual en Manta

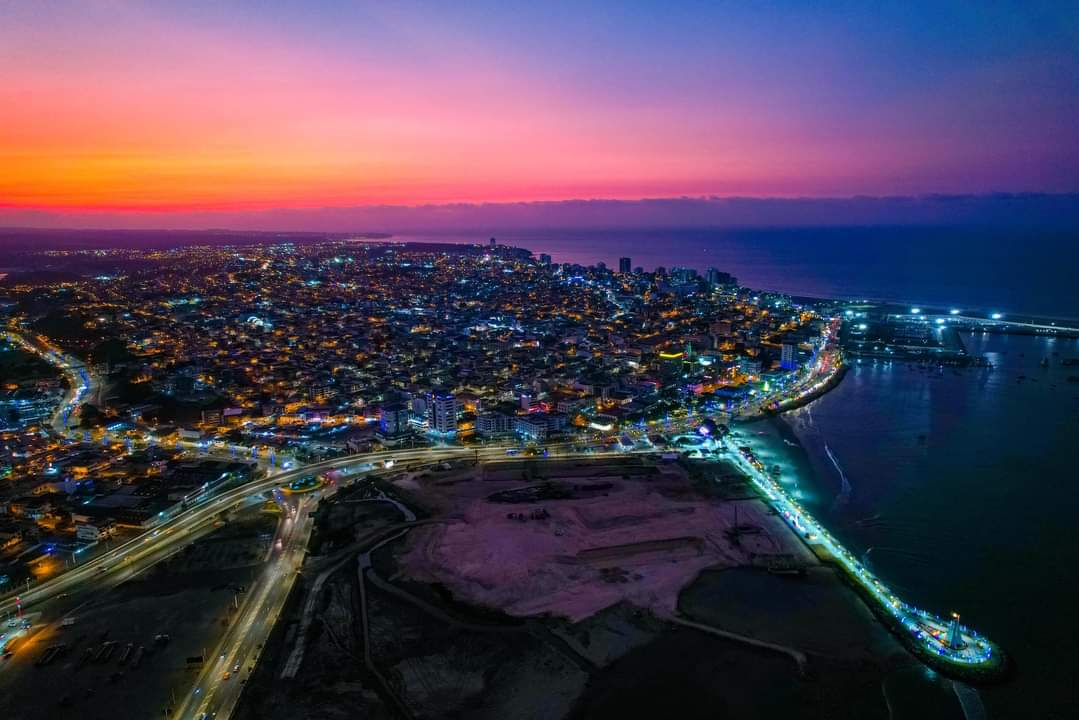
Vista panorámica de la ciudad ecuatoriana de Manta.

La diversidad sexual en Manta engloba las distintas manifestaciones de sexualidad y género de las poblaciones LGBT que han habitado la ciudad ecuatoriana de Manta a lo largo de su historia. De acuerdo al Censo de Población y Vivienda de Ecuador de 2022, Manta se ubica en la octava posición de entre las ciudades del país con mayor cantidad de personas abiertamente identificadas como LGBT.
Durante el siglo XX, las personas LGBT de Manta solían sufrir discriminación social y eran perseguidas por la policía, pero las cosas empezaron a mejorar a principios del siglo XXI. En las últimas décadas, la tolerancia y el respeto hacia las personas pertenecientes a la diversidad sexual ha aumentado de forma considerable en Manta, aunque instancias de discriminación persisten. Actualmente, personas LGBT organizan cada año numerosos eventos de visibilización, entre ellos una marcha del orgullo, que se realiza en la ciudad desde 2008, un festival de cine LGBT, certámenes de belleza y eventos deportivos.
Las poblaciones LGBT cuentan con protecciones contra la discriminación tanto a nivel nacional como local. Desde 2008, la Constitución de Ecuador prohíbe la discriminación por orientación sexual o identidad de género, mientras que en 2022, el concejo cantonal aprobó la Ordenanza para la Garantía de derechos de las personas de la Diversidad Sexo-genérica en el Cantón Manta, que recoge una serie de protecciones legales y reivindicaciones sociales de carácter histórico para las poblaciones pertenecientes a la diversidad sexual en la ciudad.
En el campo del activismo por los derechos LGBT, Manta cuenta con organizaciones como la Asociación Luvid (Luchando por la Vida), cuya presidenta es la activista Poulet Pico y que ha formado parte de coaliciones nacionales de activismo, como el Pacto Trans. Luvid realiza además charlas de interés para las poblaciones LGBT y es una de las organizadoras anuales de la marcha del orgullo de Manta. Otra organización LGBT es Horizontes Diversos, una asociación que centra sus esfuerzos en defender la igualdad de derechos y denunciar casos de discriminación. La asociación, presidida por la activista Chavica Moreira, abrió en 2018 la primera sede LGBT de la ciudad, ubicada en la calle 17 entre las avenidas 24 y 25.

## Historia
Durante el siglo XX, las personas LGBT mantenses solían ocultar su identidad por miedo a la estigmatización social. Entre las figuras recordadas de la época destaca Gina Peláez, nacida a mediados del siglo y considerada la primera activista transgénero de la ciudad, quien durante la década de 1960 se mostró abiertamente como mujer transgénero y se convirtió en líder LGBT local a pesar de los constantes insultos que recibía. Debido a la criminalización de la homosexualidad, que fue ilegal en el país hasta 1997, las personas LGBT sufrían discriminación generalizada y acoso por parte de la policía. Uno de los lugares de socialización en Manta para las personas LGBT eran los bares o centros de diversión, conocidos como «barras», de donde tenían que escapar cada vez que la policía realizaba redadas con la intención de agredir a los asistentes homosexuales y transgénero.
La aceptación hacia las personas LGBT empezó a aumentar a partir de la llegada del siglo XXI, en particular tras la aprobación de la Constitución de Ecuador de 2008, que incluyó varias protecciones legales para las personas LGBT. Entre ellas, destacó la prohibición de la discriminación por razones de orientación sexual o identidad de género, así como la legalización de las uniones de hecho para las parejas del mismo sexo.
Sin embargo, esta época también coincidió con un despunte en los asesinatos contra personas LGBT en la ciudad, con un registro de 15 homicidios ocurridos entre 2007 y 2013. Uno de los más comentados fue el asesinato de Sigifredo Delgado, un abogado que fue torturado y asesinado por dos jóvenes, uno de los cuales habría sido su pareja, y que fue el único de los 15 casos en ser resuelto. En la mayoría de estos homicidios, las víctimas tenían relaciones afectivas o casuales con los principales sospechosos de los crímenes, aunque en otros se habría tratado de robos.

### Década de 2010
A pesar de las protecciones constitucionales consagradas en 2008, casos de discriminación persistieron en la ciudad durante la década de 2010, en particular contra personas transgénero. Uno de los puntos de debate fue el uso de baños por parte de estas poblaciones. Aunque la mayoría de lugares públicos permitía que las personas trans usaran los baños acordes a su identidad, existieron quejas en instituciones como la Universidad Laica Eloy Alfaro de Manabí, que en 2010 recibió una denuncia de estudiantes que adujeron sentir incomodidad por compartir los baños con personas transgénero. Personas trans solían además sufrir discriminación en discotecas, cuyos dueños se justificaban indicando que solo prohibían la entrada a gente «problemática». Algunos de estos incidentes dieron paso a demandas, como el caso de Perla Rubí, una mujer transgénero a quien se le prohibió el uso de un baño en un bus bajo el argumento de que era exclusivo para «damas» y que ganó una demanda contra la cooperativa de transporte; o el caso de Mamo Cevallos, un hombre trans que denunció a una empresa que no quiso contratarlo por su identidad de género.
El 22 de agosto de 2014, el Registro Civil emitió una resolución con la cual señaló que las uniones de hecho pasarían a ser incluidas en la cédula de identidad de los contrayentes como un dato complementario al estado civil. En un principio, el trámite para este registro fue abierto solo en Quito, Guayaquil y Cuenca, pero el 6 de octubre del mismo año se amplió a Manta. No obstante, el proceso no despertó mucho interés inicial entre la población local y, hasta el final del primer mes, solo dos parejan habían registrado su unión de hecho en la ciudad.
Al año siguiente, las mantenses Poulet Pico y Thalía Delgado marcaron historia al convertirse en las primeras mujeres trans en tener un programa radial en la provincia, aunque el mismo fue emitido por una emisora portovejense y no de Manta. El programa, llamado «Orgullo GLBTI y sus diversidades» y transmitido por Radio Scandalo, se empezó a transmitir los domingos y abordaba temas de actualidad y entrevistas. En su primera emisión, tuvieron como invitada a la abogada Mabell García. Delgado, por su parte, ya había hecho historia como la primera periodista trans de la provincia.
El 2015 marcó además otro logro legal para las poblaciones sexualmente diversas con la aprobación en la Asamblea Nacional de la Ley Orgánica de Gestión de la Identidad y Datos Civiles, que permitió que las personas transgénero reemplazaran el campo de sexo en sus documentos de identidad por el de su género. Este cambio se logró gracias a un proceso de incidencia y cabildeo iniciado en 2012 por una serie de organizaciones LGBT de todo el país, incluida la Asociación Luvid de Manta. Tras la entrada en vigencia de la ley en agosto de 2016, Manta se convirtió en una de las cuatro ciudades del país en ofrecer este servicio, además de Quito, Guayaquil y Cuenca. La primera persona en registrar su género en la ciudad fue la activista Poulet Pico y para octubre del mismo año ya lo habían hecho 57 personas, quienes hicieron historia en las elecciones generales de 2017 al convertirse en las primeras personas trans mantenses en poder votar en la fila correspondiente a sus géneros.
Los años siguientes vieron avances positivos adicionales en cuanto a la apertura de las instituciones estatales hacia las problemáticas de la comunidad LGBT local. Del lado del gobierno nacional, se implementaron en 2017 clubes de salud de personas LGBT que permitían un acceso más eficiente al sistema de salud público para sus integrantes. La municipalidad de Manta, por su lado, comenzó a realizar conmemoraciones como el Día de la Despenalización de la Homosexualidad en el Ecuador, por iniciativa de la concejala Lady García Mejía, quien durante su tiempo en el cargo promovió iniciativas en favor de las poblaciones LGBT. Esto dio paso en diciembre de 2017 a la aprobación en el concejo cantonal de la Ordenanza para Promover la Igualdad y no Discriminación basada en Género en el Cantón Manta, que incluyó una prohibición a la discriminación por orientación sexual e identidad de género y la obligación de implementar campañas de comunicación para promover los derechos de personas LGBT.

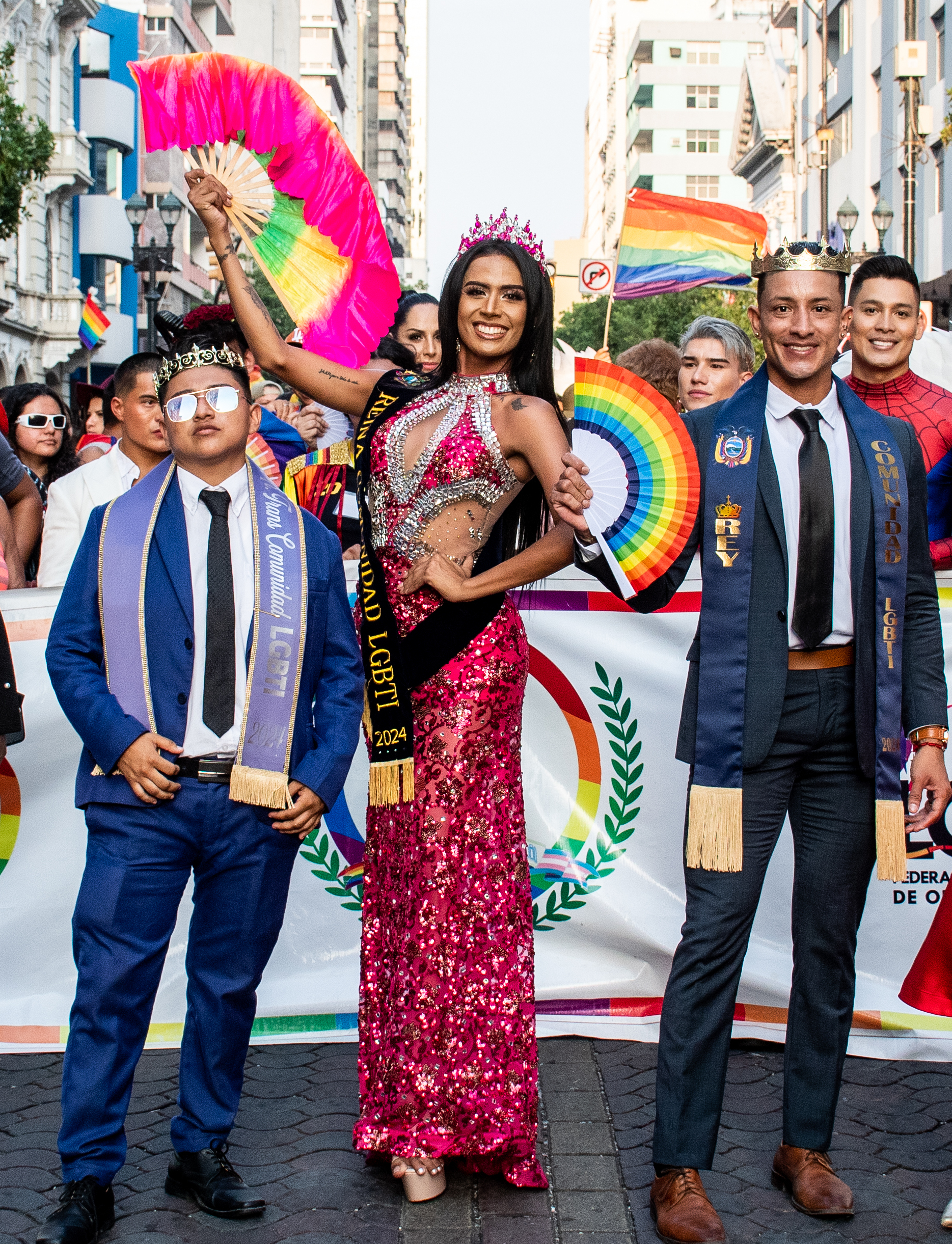
Melody Andrade durante la Marcha del Orgullo de Guayaquil de 2024.

En 2019, transcendió en el país el caso de Melody Andrade, una mujer transgénero que intentó inscribirse como participante en el certamen de belleza de Reina de Manta. Andrade, quien era modelo y bailarina y que había ganado certámenes de belleza para participantes LGBT en el pasado, afirmó que decidió presentarse al certamen de Reina de Manta para confirmar si las autoridades locales realmente eran tan inclusivas como afirmaban serlo. No obstante, días después le indicaron que su inscripción había sido rechazada por no cumplir el requisito de ser mujer de nacimiento, lo que Andrade señaló como discriminatorio.

### Década de 2020
El 27 de junio de 2022, el concejo cantonal aprobó la Ordenanza para la Garantía de derechos de las personas de la Diversidad Sexo-genérica en el Cantón Manta, un hecho considerado histórico por ser un cuerpo legal centrado explícitamente en las personas LGBT de la ciudad. Además de prohibir la discriminación en todos sus tipos, la ordenanza reconoció a las poblaciones LGBT como grupo históricamente vulnerado, implementó acciones afirmativas para favorecer la igualdad de derechos, declaró como política pública la protección contra la discriminación, creó una unidad dentro de la municipalidad para confirmar el cumplimiento de la ordenanza, estableció una agenda de actividades anuales en favor de la diversidad sexual, entre otros puntos. El alcalde de Manta, Agustín Intriago, agradeció a las organizaciones LGBT durante la aprobación de la ordenanza.

## Eventos

### Marcha del Orgullo LGBT de Manta
La Marcha del Orgullo LGBT de Manta es una manifestación que se celebra de forma anual en el marco del Día Internacional del Orgullo LGBT para empoderar a las poblaciones pertenecientes a la diversidad sexual, mostrar su resiliencia ante la discriminación y visibilizar los logros que han alcanzado en cuanto a la igualdad de derechos. Durante la marcha, personas LGBT recorren las calles del centro de la ciudad portando banderas arcoíris, ropa de colores y atuendos típicos o con plumas. También participan del desfile comparsas y carrozas alegóricas.
La primera edición de la marcha, que llevó como nombre «Marcha por el día del orgullo gay manabita», se realizó el 25 de junio de 2008 y fue organizada por la fundación Unidos Somos Más, con el apoyo de la municipalidad local. La misma reunió a centenares de participantes y contó con delegaciones de Santa Ana, 24 de Mayo, Portoviejo, Jaramijó y Picoazá. El recorrido inició en el tramo II de la vía Circunvalación y continuó por las avenidas Flavio Reyes, 25, calle 13, avenida 3, calle 15, hasta llegar a la Plaza Cívica, donde se realizó un espectáculo artístico.
En 2013, hubo dos marchas en honor al Día del Orgullo LGBT en la ciudad. La primera tuvo lugar el 27 de junio y fue organizada por el Plan Diversidad y la discoteca Luxuria. El recorrido inició en la avenida 24, a la altura del Centro de eventos Vic Clar, y finalizó en las instalaciones de la discoteca Luxuria, en la avenida 18, entre la calle 16 y la avenida Flavio Reyes. La segunda se llevó a cabo el 10 de julio y fue organizada por la fundación Luvid. La marcha tuvo como madrina a la actriz Doménica Menessini y tuvo un recorrido que arrancó desde la funeraria Santa Marianita y luego siguió por la avenida 24, la calle 13 y finalizó en la Plaza Cívica, donde agrupaciones integradas por personas LGBT realizaron un espectáculo musical.
Durante los años siguientes, la marcha continuó siendo organizada por la fundación Luvid y siguiendo un recorrido similar. La marcha de 2015 fue la primera en incluir delegaciones de todo el país y contó con un tributo a la cantante Sharon la Hechicera. La de 2016, por su lado, tuvo un tributo a las víctimas de la Masacre de la discoteca Pulse de Orlando, mientras que la de 2017 nombró como dama de honor a la activista transgénero Kassandra Villamar, quien poco antes había sobrevivido a un ataque en que había sido brutalmente apuñalada durante un robo.
En 2019, la marcha se realizó el 29 de julio y se llevó a cabo en medio del contexto de una serie de protestas de agrupaciones conservadoras en contra de la legalización del matrimonio entre personas del mismo sexo en Ecuador, que había ocurrido pocas semanas antes.
Durante la pandemia de COVID-19, las celebraciones por el orgullo pasaron a ser virtuales a causa de las restricciones sanitarias a eventos masivos. En 2022, la marcha volvió a desarrollarse en la ciudad y tuvo lugar el 30 de julio. El evento fue organizado por Luvid y recorrió la avenida 24 desde el centro de eventos Vic Clar hasta la calle 13, luego tomó esa ruta y desembocó en la Plaza Cívica, donde se realizó un espectáculo artístico. Al año siguiente, la marcha se desarrolló el 29 de julio e inició en la avenida Flavio Alfaro, luego continuó por el mismo recorrido del año anterior.

### Otros eventos
Manta es una de las sedes del Festival Internacional de Cine LGBT El Lugar Sin Límites, un festival de cine enfocado en la diversidad sexual que se realiza de forma anual en noviembre en varias ciudades del país. El festival se celebra en Manta al menos desde 2009 y usualmente exhibe sus funciones en el MAAC Cine. Del lado del teatro, obras de temática LGBT se han presentado en la ciudad en décadas recientes en instituciones culturales como el teatro Chushig, en donde se puso en escena la obra británica Cock, así como la pieza teatral Malanoche.
Desde la primera década del siglo XXI, se celebran distintos certámenes de belleza para participantes LGBT en la ciudad, los mismos que suelen incluir presentaciones artísticas como bailes y espectáculos de drag queens y se realizan en varios sectores de la ciudad. Entre estos certámenes se encuentran el de Reina Trans de Manta, la Miss Provincialización Gay de Manabí, la Señorita Turismo de Manta y la Reina LGBT del Carnaval de Manta. Para la marcha anual del orgullo, se elige además un rey y una reina de la comunidad LGBT. En cuanto a participaciones nacionales, en noviembre de 2016 la estilista mantense Aidyn Paz ganó el certamen de belleza Miss Trans Ecuador, que ese año se realizó en Quevedo.
Adicionalmente, otros eventos de personas pertenecientes a la diversidad sexual que se realizan en la ciudad incluyen festivales gastronómicos, así como olimpiadas deportivas LGBT, la primera de las cuales se desarrolló en 2014 y fue organizada por Luvid. Además, miembros de organizaciones LGBT suelen participar en eventos de activismo de la sociedad civil en general, como plantones en contra de la violencia hacia las mujeres.